# Philipp Kurashev
Philipp Kurashev (Davos, Suiza, 12 de octubre de 1999) es un jugador profesional suizo de hockey sobre hielo que se desempeña en la posición de centro en Chicago Blackhawks, equipo de la National Hockey League (NHL).

## Carrera
Fue seleccionado en la cuarta ronda en la NHL Entry Draft de 2018. En 2020 hizo su debut profesional con el equipo Chicago Blackhawks, donde lleva jugando cuatro temporadas.